# Potápi Árpád János
Potápi Árpád János (Bonyhád, 1967. március 28. – Bonyhád, 2024. október 17.) magyar politikus, 1998-tól haláláig a Fidesz – Magyar Polgári Szövetség országgyűlési képviselője, 2002 és 2014 között Bonyhád polgármestere, 2014-től a Miniszterelnökség nemzetpolitikáért felelős államtitkára volt.

## Életpályája
Bonyhádon, a Petőfi Sándor Gimnáziumban érettségizett 1985-ben. A következő tanévben a bonyhádi Vörösmarty Mihály Általános Iskola képesítés nélküli nevelője volt.
1991-ben a szegedi Juhász Gyula Tanárképző Főiskola magyar nyelv és irodalom–történelem szakos általános iskolai tanári képzésén szerzett oklevelet. 1994-ben elvégezte az Eötvös Loránd Tudományegyetem Bölcsészettudományi Karának történelem szakát, ahol középiskolai tanári diplomát szerzett.
1991–1993 között a Szeged Tarjánvárosi 4. számú Általános Iskola, 1993–1998 között pedig a Bonyhádi Petőfi Sándor Evangélikus Gimnázium és Kollégium tanára volt. 1998–2011 között a székely hagyományőrző csoportokat tömörítő Bukovinai Székelyek Országos Szövetségének elnöke volt.
1997-ben lépett be a Fidesz – Magyar Polgári Szövetség pártba, 1998-tól annak országgyűlési képviselője (Bonyhád, Dombóvár). 2007-től a Tolna Megyei Választmány elnöke volt. 2018-ban hatodszor szerzett egyéni országgyűlési képviselői mandátumot (Tolna megye 2. számú országgyűlési egyéni választókerület képviselője) 
2002-től 2014-ig Bonyhád Város polgármestere. 2004 és 2014 között a völgységi kistérség önkormányzatai alkotta társulás elnöke volt.
Az elmúlt évek során tagja volt az Országgyűlés emberi jogi, kisebbségi és vallásügyi, valamint a külügyi bizottságának. 2010–2014 között az Országgyűlés Nemzeti Összetartozás Bizottságának elnöke volt. 2014 közepén Tolna megye útügyi biztosa lett.
2014 és 2022 között, két cikluson át a Miniszterelnökség nemzetpolitikáért felelős államtitkára volt. 2022. május 25-től ismét a Miniszterelnökség nemzetpolitikáért felelős államtitkárává nevezték ki.

## Nyelvtudása
Orosz és angol nyelven társalgási szinten beszélt.

## Családja
Felesége Naszádos Zsuzsanna volt, akitől elvált, tőle született két gyermeke: András Árpád és Katalin Zsuzsanna.

## Halála
2024. október 17-én váratlan hirtelenséggel hunyt el. Halála előtt néhány órával még a gyermekegészségügyben dolgozók szakmai hálózatának erősítéséről posztolt közösségi oldalán, egy nappal korábban pedig egy fővárosi rendezvényen is jelen volt. Futópadon végzett edzés közben lett rosszul (szívinfarktus érhette).

## Díjai, elismerései
- Hende Csaba honvédelmi miniszter által adományozott, a Honvédelemért Kitüntető Cím (2012)
- Sebestyén Ádám-díj – a Bukovinai Székelyek Országos Szövetsége által adományozott elismerés az ősi bukovinai kultúra őrzésében és ápolásában végzett kiemelkedő tevékenységéért (2013)
- Perczel-díj – Bonyhád város képviselőtestülete által adományozott díj Bonyhád és a Völgység lakosai iránti elkötelezettségéért, érdekképviseletükért, az értük való önzetlen munkálkodásáért (Bonyhád, 2015) [12]
- Madéfalva díszpolgára cím – a madéfalvi Siculicidium emlékmű helyreállításának támogatásáért, valamint a bukovinai székelyek és a madéfalviak közötti kapcsolatok elmélyítéséért (Madéfalva, 2015) [13]
- Tolna megyéért Díj – a Tolna megye érdekében végzett kimagasló tevékenységéért (Szekszárd, 2015) [14]
- Pro Urbe Díj (Bátaszék, 2017) [15]
- Rákóczi-díj – a marosvásárhelyi II. Rákóczi Ferenc Római Katolikus Teológiai Gimnázium újraalapításában játszott kiemelkedő szerepéért (Marosvásárhely, 2019) [16]
- Rákóczi-gyűrű – a beregszászi II. Rákóczi Ferenc Kárpátaljai Magyar Főiskola fejlesztése érdekében kifejtett tevékenységéért (Beregszász, 2019)[17]

- Zajzoni Rab István-díj, 2024[18]